# Canton de Falaise-Sud
Le canton de Falaise-Sud est une ancienne division administrative française située dans le département du Calvados et la région Basse-Normandie.

## Histoire
La ville de Falaise était à l'origine divisée en deux cantons qui étaient désignés par 1er et 2e. 
De 1833 à 1848, les cantons de Falaise (1re division) et de Coulibœuf avaient le même conseiller général. Le nombre de conseillers généraux était limité à trente par département.
Lors de la séance du 28 août 1856 du conseil général du Calvados, les deux cantons sont renommés Falaise-Nord (anciennement deuxième division) et Falaise-Sud (anciennement première division).

## Représentation

### Conseillers généraux de 1833 à 2015
| Période | Période                 | Identité                                      | Étiquette              | Qualité |
| ------- | ----------------------- | --------------------------------------------- | ---------------------- | --- |
| 1833    | 1840                    | Jacques Édouard Leclerc                       | Majorité ministérielle | Président du tribunal de commerce de Falaise, député (1827-1831, 1837-1842), pair de France                                                    |
| 1842    | 1848                    | Hippolyte Constant Bellencontre (1790-1868)   |                        | Notaire à Falaise |
| 1848    | 1852                    | Louis-Alphonse de Brébisson (1798-1872)       |                        | Botaniste à Falaise, membre de plusieurs sociétés savantes                                                                                     |
| 1852    | 1860 (décès)            | Jean-Jacques Lebaillif (1793-1860)            |                        | Négociant, ancien président du tribunal de commerce de Falaise                                                                                 |
| 1861    | 1867                    | Charles Bien-Aimé Delange                     |                        | Médecin, adjoint au maire de Falaise, conseiller d'arrondissement                                                                              |
| 1867    | 1874                    | Claude Bellencontre (fils d'H.C.Bellencontre) |                        | Notaire à Falaise, conseiller d'arrondissement                                                                                                 |
| 1874    | 1904 (décès)            | Hippolyte Turgis                              | Républicain            | Instituteur puis chirurgien en chef de l'hospice de Falaise , sénateur (1891-1904), maire de Falaise, président du conseil général (1897-1904) |
| 1904    | 1907 (décès)            | Anatole Rabot                                 | Républicain            | Avocat, maire de Falaise (1902-1907) |
| 1908    | 1923 (décès)            | Joseph Le Cherpy                              | Rad. puis RG           | Député (1907-1919), sous-secrétaire d'État (10 au 13 juin 1914)                                                                                |
| 1923    | 1928                    | Raoul Angot                                   | RG                     | Avoué à Falaise |
| 1928    | 1934                    | Georges-Louis Dubuis                          | Rad. ind.              | Pharmacien à Falaise |
| 1934    | 1940                    | Eugène Guilloteau                             | Rad. ind.              | Professeur honoraire de collège, maire de Falaise (1919-1941)                                                                                  |
|         |                         |                                               |                        | |
| 1943    | 1945                    | Henri Cailloué (1873-1959)                    |                        | Médecin, conseiller d'arrondissement, maire de Falaise (1941-1947), nommé conseiller départemental en 1943                                     |
|         |                         |                                               |                        | |
| 1945    | 1959 (décès)            | Henri Cailloué                                | DVD                    | Médecin, maire de Falaise |
| 1959    | 1967                    | Edward Holman                                 | UNR                    | Maire de Falaise (1959-1967) |
| 1967    | 1992                    | Paul German                                   | DVD                    | Maire de Falaise (1967-1989), président du conseil régional (1978-1982)                                                                        |
| 1992    | 2004                    | Claude Leteurtre                              | UDF                    | Chirurgien orthopédiste, maire de Falaise (1989-2002)                                                                                          |
| 2004    | avril 2005 (annulation) | Denis Delasalle                               | PS                     | Agent immobilier, maire de Villers-Canivet (1989-2008)                                                                                         |
| 2005    | 2015                    | Claude Leteurtre                              | UDF puis NC-UDI        | Député (2002-2012), ancien maire de Falaise (1989-2005), vice-président du conseil général                                                     |

L'élection de mars 2004 a été annulée par le Conseil d'État.

### Conseillers d'arrondissement (de 1833 à 1940)
Le canton de Falaise-2 avait deux conseillers d'arrondissement, sauf de 1852 à 1871.
| Période                                  | Période          | Identité                                                                                      | Étiquette          | Qualité |
| ---------------------------------------- | ---------------- | --------------------------------------------------------------------------------------------- | ------------------ | --- |
| 1833                                     | 1848             | Pierre Charles François Labbé (1786-1861)                                                     |                    | Avocat à Falaise                                                                                            |
| 1833                                     | 1833 (démission) | Alexandre Claudius Adolphe Bazire père                                                        |                    | Banquier et négociant à Falaise, élu également conseiller général du canton de Falaise-1                    |
| 1833                                     | 1839             | Louis Aubin Lemeneur-Doray (1781-1850)                                                        |                    | Grammairien, propriétaire ,conseiller municipal de Falaise, président du tribunal de commerce               |
| 1839                                     | 1842             | Marc Aurèle Sérant (1799-1870)                                                                |                    | Juge de paix à Falaise                                                                                      |
| 1842                                     | 1848             | Louis Aubin Lemeneur-Dorey                                                                    |                    | Propriétaire à Falaise                                                                                      |
| 1848                                     | 1855             | Gaëtan de Maussion                                                                            |                    | Propriétaire à Olendon, conseiller sortant du canton de Morteaux-Coulibœuf                                  |
| 1848                                     | 1869 (décès)     | Henry Alfred Selmours Le Sassier-Boisauné (1795-1869)                                         |                    | Officier de gendarmerie en retraite, propriétaire à Falaise                                                 |
| 1855                                     | 1861             | Charles Bien-Aimé Delange                                                                     |                    | Médecin, adjoint au maire de Falaise                                                                        |
| 1861                                     | 1867             | Claude Bellencontre (1826-1882)                                                               |                    | Notaire à Falaise                                                                                           |
| 1867                                     | 1871             | Comte Arthur de Tardieu de Maleissye Marquis de Maleissye et de Melleville Baron d'Esclavelle |                    | Ancien lieutenant-colonel, propriétaire à Falaise                                                           |
| 1871                                     | 1875 (décès)     | Louis-Gustave Révérend-Dumesnil (1801-1875)                                                   |                    | Maire de Villy-lez-Falaise                                                                                  |
| 1871                                     | 1877 (décès)     | Louis Joseph Oscar Lecherpy (1843-1877)                                                       |                    | Filateur à Falaise                                                                                          |
| 1875                                     | 1879 (décès)     | Emile Gautier (1833-1879)                                                                     |                    | Manufacturier en bonneterie à Falaise                                                                       |
| 1877                                     | 1880             | André, Baron de La Fresnaye                                                                   | Droite             | Ancien officier de marine, adjoint au maire de Falaise                                                      |
| 1879                                     | 1880             | Anatole Rabot                                                                                 |                    | Avocat, adjoint au maire de Falaise                                                                         |
| 1880                                     | 1895             | M. Lebas                                                                                      |                    | Docteur en médecine à Falaise                                                                               |
| 1880                                     | 1895             | Georges Edmond Déloges (1853-1909)                                                            | Républicain        | Négociant, conseiller municipal de Falaise                                                                  |
| 1895                                     | 1898 (décès)     | Fleury Houel (1824-1898)                                                                      |                    | Propriétaire, conseiller municipal de Falaise                                                               |
| 1895                                     | 1905             | Noé Barbé (1847-1926)                                                                         |                    | Tanneur, maire de Falaise                                                                                   |
| 1898                                     | 1905 (décès)     | Paul Turgis (1852-1905)                                                                       | Républicain        | Médecin, propriétaire à Falaise                                                                             |
| 1905                                     | 1925             | Victor Saint-Martin (1840-1926)                                                               | Radical            | Quincaillier, adjoint au maire de Falaise, président du conseil d'arrondissement                            |
| 1925                                     | 1940             | Henri Cailloué                                                                                | URD                | Médecin, adjoint au maire de Falaise                                                                        |
| 1925                                     | 1936 (décès)     | Raoul Duval                                                                                   | Union républicaine | Pharmacien, adjoint au maire de Falaise                                                                     |
| sept. 1936                               | 1940             | Ernest Mutel                                                                                  | URD                | Président du syndicat des agents d'assurances, conseiller municipal de Falaise                              |
| 1940                                     |                  |                                                                                               |                    | Les conseils d'arrondissement ont été suspendus par la loi du 12 octobre 1940 et n'ont jamais été réactivés |
| Les données manquantes sont à compléter. |                  |                                                                                               |                    | |

## Composition

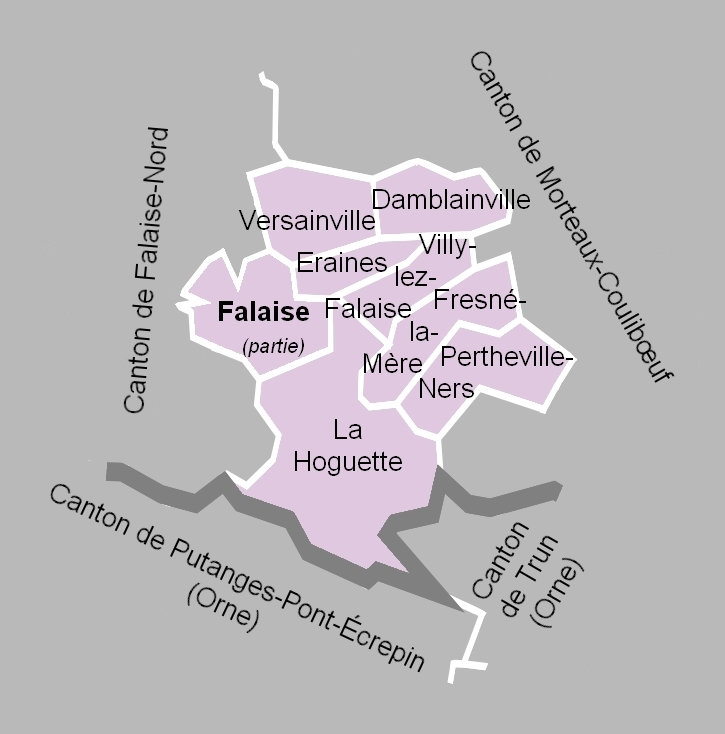
La carte des communes du canton. Les cantons limitrophes étaient ceux de Falaise-Nord, de Morteaux-Coulibœuf, de Trun et de Putanges-Pont-Écrepin.

Le canton de Falaise-Sud comptait 10 203 habitants en 2012 (population municipale) et se composait d’une fraction de la commune de Falaise et de sept autres communes :
- Damblainville ;
- Eraines ;
- Falaise (fraction) ;
- Fresné-la-Mère ;
- La Hoguette ;
- Pertheville-Ners ;
- Versainville ;
- Villy-lez-Falaise.

À la suite du redécoupage des cantons pour 2015, toutes les communes sont rattachées au canton de Falaise.

### Anciennes communes
Les anciennes communes suivantes étaient incluses dans le canton de Falaise-Sud :
- Angloischeville, absorbée en 1827 par Fresné-la-Mère.
- Vesqueville, absorbée en 1827 par La Hoguette.
- Ners, absorbée en 1858 par Pertheville. La commune prend alors le nom de Pertheville-Ners.

## Démographie
| 1962 | 1968 | 1975 | 1982 | 1990  | 1999  | 2006  | 2011   | 2012   |
| ---- | ---- | ---- | ---- | ----- | ----- | ----- | ------ | ------ |
| -    | -    | -    | -    | 9 227 | 9 609 | 9 854 | 10 103 | 10 203 |